# Željko Gavrić
Željko Gavrić (in serbo Жељко Гаврић?; Ugljevik, 5 dicembre 2000) è un calciatore serbo, attaccante del Győri ETO.

## Caratteristiche tecniche
Attaccante di piede destro, è un'ala sinistra molto rapida e dotata di buona finalizzazione.

## Carriera

### Club
Ha giocato nella prima divisione serba ed in quella ungherese.

### Nazionale
Nel 2017 con la nazionale Under-17 ha disputato l'Europeo di categoria.

## Statistiche

### Cronologia presenze e reti in nazionale
| Cronologia completa delle presenze e delle reti in nazionale ― Serbia | Cronologia completa delle presenze e delle reti in nazionale ― Serbia | Cronologia completa delle presenze e delle reti in nazionale ― Serbia | Cronologia completa delle presenze e delle reti in nazionale ― Serbia | Cronologia completa delle presenze e delle reti in nazionale ― Serbia | Cronologia completa delle presenze e delle reti in nazionale ― Serbia | Cronologia completa delle presenze e delle reti in nazionale ― Serbia | Cronologia completa delle presenze e delle reti in nazionale ― Serbia |
| Data                                                                  | Città                                                                 | In casa                                                               | Risultato                                                             | Ospiti                                                                | Competizione                                                          | Reti                                                                  | Note                                                                  |
| --------------------------------------------------------------------- | --------------------------------------------------------------------- | --------------------------------------------------------------------- | --------------------------------------------------------------------- | --------------------------------------------------------------------- | --------------------------------------------------------------------- | --------------------------------------------------------------------- | --------------------------------------------------------------------- |
| 6-6-2021                                                              | Miki                                                                  | Serbia                                                                | 1 – 1                                                                 | Giamaica                                                              | Amichevole                                                            | -                                                                     |                                                                       |
| 11-6-2021                                                             | Kobe                                                                  | Giappone                                                              | 1 – 0                                                                 | Serbia                                                                | Amichevole                                                            | -                                                                     | 58’                                                                   |
| Totale                                                                |                                                                       | Presenze                                                              | 2                                                                     |                                                                       | Reti                                                                  | 0                                                                     |                                                                       |

## Palmarès

### Club

#### Competizioni nazionali
- Srpska liga Beograd: 1

Grafičar Belgrado: 2018-2019
- Campionato serbo: 2

Stella Rossa: 2019-2020, 2020-2021
- Coppa di Serbia: 1

Stella Rossa: 2020-2021
- Coppa d'Ungheria: 1

Ferencváros: 2021-2022
- Campionato ungherese: 1

Ferencváros: 2021-2022